# Ірвінг (Вісконсин)
Ірвінг (англ. Irving) — місто (англ. town) в США, в окрузі Джексон штату Вісконсин. Населення — 853 особи (2020).

## Демографія
Згідно з переписом 2010 року, у місті мешкала 751 особа в 268 домогосподарствах у складі 206 родин. Було 309 помешкань
Расовий склад населення:
| - 97,3 % — білих - 1,3 % — корінних американців - 0,3 % — азіатів - 0,1 % — чорних або афроамериканців |

До двох чи більше рас належало 0,8 %. Частка іспаномовних становила 0,7 % від усіх жителів.
За віковим діапазоном населення розподілялося таким чином: 26,6 % — особи молодші 18 років, 62,1 % — особи у віці 18—64 років, 11,3 % — особи у віці 65 років та старші. Медіана віку мешканця становила 38,8 року. На 100 осіб жіночої статі у місті припадало 103,0 чоловіків;  на 100 жінок у віці від 18 років та старших — 113,6 чоловіків також старших 18 років.
Середній дохід на одне домашнє господарство  становив 73 894 долари США (медіана — 61 786), а середній дохід на одну сім'ю — 81 498 доларів (медіана — 70 208). Медіана доходів становила 40 357 доларів для чоловіків та 35 625 доларів для жінок. За межею бідності перебувало 16,4 % осіб, у тому числі 32,3 % дітей у віці до 18 років та 3,4 % осіб у віці 65 років та старших.
Цивільне працевлаштоване населення становило 390 осіб. Основні галузі зайнятості: освіта, охорона здоров'я та соціальна допомога — 21,5 %, сільське господарство, лісництво, риболовля — 20,8 %, виробництво — 13,3 %, будівництво — 10,5 %.